# تأمل بوذي
التأمل البوذي هو ممارسة التأمل المنصوص عليها في البوذية. أقرب كلمة لمعنى التأمل في اللغات البوذية التقليدية: بافانا (أي النمو الذهني) وجانا (أي التدريب الذهني المؤدي إلى طمأنينة العقل وإشراقه).
يتبع البوذيون التأمل على أنه جزء من الطريق نحو التحرر واليقظة والنيرفانا، وله عدة طرائق: أهمها أسوبا بافانا (تأملات في السوء)، والتأمل في براتيتياساموتبادا (النشأة المستقلة)، وساتي (اليقظة) وأنوساتي (الذكريات) وتشمل أناباناساتي (تأمل النفَس) وديانا (جعل العقل متنبهًا ومشرقًا) والبراهما فيهاراس (الحب واللطف والرحمة). تسعى هذه الطرائق إلى إنماء الرزانة واليقظة (ساتي) والتركيز (سامادي)، أو الهدوء (ساماثا) والإلهام (فيباسانا)، ويقال أيضًا إنها تُكسِب صاحبها قوًى سماوية (أبينجا). هذه الطرائق التأملية تسبقها وترافقها ممارسات تدعم تطورها، منها ضبط النفس أخلاقيا والعمل من أجل تطوير حالات صحية للعقل.
رغم الاتفاق على هذه الطرائق متفق عليها في المدارس البوذية كلها، فإن بينهما اختلاف واضح. في مدرسة التيرافادا، وهي التي تعكس الممارسات البوذية الأولى، تصنف ممارسات التأمل إلى مهدّئة للعقل (ساماثا) وجالبة للإلهام (فيباسانا). أما البوذية الصينية والبوذية اليابانية فقد حافظتا على طيف واسع من طرائق التأمل التي ترجع إلى البوذية المبكرة، أهمها السارفاستيفادا. في البوذية التبتية، تشمل اليوغا الإلهية على تصورات تسبق إدراك الفراغ (السونياتا).

## أصل الكلمة
أقرب كلمة لمعنى التأمل في اللغات البوذية التقليدية: بافانا (أي النمو الذهني) وجانا (أي التدريب الذهني المؤدي إلى طمأنينة العقل وإشراقه).

## الهند قبل البوذية
حاولت الدراسات البوذية الحديثة أن تعيد بناء طرائق التأمل البوذية قبل انقسام البوذية إلى مدارس، من خلال طرائق التحليل النصي واللغوي للنصوص القانونية الأولى.

يقول عالم الهنديات يوهانس برونخورست: «إن تعليمات البوذا التي تظهرها النصوص القانونية الأولى تحوي على عدد من التناقضات»، إذ فيها «مجموعة من الأساليب التي لا يتفق بعضها مع بعض دائما» منها «آراء وممارسات قُبلت أحيانًا ورُفضت أحيانا أخرى». ترجع هذه التناقضات إلى تأثير التقاليد غير البوذية القديمة على البوذية المبكرة. من أمثلة الأساليب التأملية غير البوذية التي وجدت في المصادر القديمة وأشار إليها برونخورست:
توصي سوتا الفيتاكاسانثانا في الماجيما نيكايا هي وموازياتها في الترجمات الصينية الناسك البوذي بأن «يحبس أفكاره في عقله، حتى يعذبه ويجبره على الطاعة». هذه الكلمات نفسها مستعملة في القانون البالي (في سوتا الماهاساكاك، وسوتا البوديراجاكومارا وسوتا السانغارافا) لوصف محاولات بوذا البائسة قبل استنارته من أجل بلوغ التحرر على طريقة جايناس.
ويقول برونخورست إن هذه الممارسات مبنية على «قمع للأنشطة»، وهي ليست بوذية أصيلة، بل تبناها البوذيون بعد أن أخذوها من الجانيين.
أكبر تراثين تأمليين في الهند قبل البوذية هما الممارسات الجانية الزهدية والممارسات الفيدية البراهمانية المتنوعة. لم يزل جدال كبير قائما في الدراسات البوذية عن مقدار تأثر البوذية المبكرة بهذين التراثين. تشير النصوص البوذية المبكرة إلى أن غوتاما تدرب عند معلّمين هما آلارا كالاما وأوداكا رامابوتا، وكلاهما كانا يعلّمان الاستيعابات العقلية (أو الجانات) وهي شعيرة أساسية في التأمل البوذي الصحيح. يعتبر ألكسندر وين هاتين الشخصيتين شخصيتين تاريخيتين مرتبطتين بعقائد الأوباناشيدات الأولى. من الممارسات الأخرى التي فعلها بوذا وربطها عالم الهنديات يوهانس برونخورست بالتقليد الجاني الزهدي: الصيام الشديد والتأمل القسري «عديم التنفس». وتقول النصوص البوذية المبكرة إن البوذا رفض الممارسات المتشددة وفضّل الطريق الأوسط.

## البوذية قبل الطوائف
تسمى البوذية المبكرة التي كانت موجودة قبل نشوء المدارس المختلفة: بوذية ما قبل الطوائف. تُعرف طرائق التأمل في هذه البوذية من شريعة بالي والأغامات الصينية.

### الشعائر التحضيرية
يسبق التأمل والتفكر ممارسات تحضيرية معينة. بحسب السبيل الثماني الكريم، فإن النظر الصحيح يدفع المرء إلى ترك الحياة المنزلية وإلى أن يصبح ناسكًا جوّالًا. تشمل الأخلاق (سيلا) قوانين الفعل الصحيح. من المساعي الأربعة الصحيحة: ضبط الحواس والجهد الصحيح، وهما مهمّان للتحضير للتأمل. أما ضبط الحواس فيعني التحكم بالاستجابة إلى المُدرَكات الحسية، وعدم الاستسلام للشهوة والكراهية، بل ملاحظة الأشياء المدركة كما هي. وأما الجهد الصحيح فيمنع صعود الحالات الذهنية غير المفيدة، وينشئ حالات ذهنية صحية. فإذا اتبع الإنسان هذه التعليمات التحضيرية، أصبح عقله جاهزًا طبيعيًّا لممارسة الديانا.

### أسوبا بافانا (التأمل في المكروه)
أسوبا بافانا هي التأمل في الكريه أو الكراهة (في البالية: أسوبا). يشمل هذا التأمل شعيرتين: التأملات المقبرية، والباتيكولاماناسيكارا، أي التأملات في القُبح. الباتيكولاماناسيكارا هو تأمل بوذي فيه يفكّر الإنسان بواحد وثلاثين عضوًا من أعضاء جسمه على أنحاء مختلفة. هذا التأمل يساعد على تطوير اليقظة (ساتي)، والتركيز (سامادي، ديانا)، وهو يساعد على التخلص من الشهوة والرغبة.

### أنوساتي (الذكريات)
تعني أنوساتي (بالبالية والسنسكريتية: أنوسمريتي) «الذكريات»، «التفكّر»، «التذكّر»، «التأمل». وتشير إلى شعائر تأملية أو تعبدية معينة، منها التفكر في الصفات العليا للبوذا والتأمل التنفسية (أناباناساتي)، وهي تقود إلى الرزانة الذهنية والسعادة الدائمة. يركز الأدب البالي والسوترات الماهايانية السنسكريتية في سياقات متعددة على عدة أشكال من التذكّرات.

#### اليقظة (ساتي/سمرتي) وتأسيس اليقظة (ساتيباثانا)
من أهم الصفات التي يجب أن يمتلكها المتأمل البوذي: اليقظة (ساتي). اليقظة مصطلح متعدد المعاني يشير إلى التذكر والجمع و«الإبقاء في العقل». ويشير أيضًا إلى تذكر تعاليم البوذا ومعرفة علاقتها بتجارب الإنسان. تشير النصوص البوذية إلى عدة أنواع مختلفة من ممارسة اليقظة. أما برونخورست فيقول إنه لم يكن في الأصل إلا نوعان من اليقظة، «ملاحظة أماكن البدن»، والساتيباثانات الأربعة، وهي «أسس اليقظة»، وهما يشكلان معًا التأمل الرسمي. يقول بيكو سوجاتو وبرونخورست كلاهما إن اليقظة إلى أماكن البدن لم يكن بالأصل جزءًا من معادلة الساتيباثاناتات الأربعة، ولكنه أضيف إليها بعد ذلك في بعض النصوص.
في سوتا الساتيباثانا البالية وموازياتها ونصوص بوذية مبكرة كثيرة، يعرف البوذا الأسس الأربعة لليقظة (الساتيباثانات)، وهي: البدن (أي العناصر الأربعة وأعضاء الجسم، والموت)، والشعور (فيجانا)، والعقل (سيتا) والظواهر أو المبادئ (الدامات)، كما عرف العوائق الخمسة وعوامل الاستنارة السبعة. تختلف النصوص البوذية المبكرة فيما بينها بتعداد هذه الممارسات الأربع. ويُعتقَد أن التأمل في هذه المواضيع يجلب الإلهام.
ويقول غرزيغورز بولاك إن الأوباسانات الأربعة لم تُفهَم على وجهها الصحيح في التراث البوذي النامي، ولا تستثنى التيرافادا من هذا، إذ فٌهمت على أنها أسس أربعة مختلفة. أما بولاك فيعتقد أنها لا تشير إلى أسس أربعة يجب على المرء أن يعيها، بل على وصف بديل للجانات، يصف كيف يترزّن السامسكارات:
- القواعد الحسية الست التي يجب أن يتنبه إليها المرء (كايانوباسانا).
- التفكر في الفيدانات، وهذا ينبع من الاتصال بين الحواس ومدرَكاتها (فيدانانوباسانا).
- الحالات الجديدة التي تؤدي إليها هذه الممارسة (سيتانوباسانا).
- التطور من العوائق الخمسة إلى عوامل الاستنارة الخمسة (دامانوباسانا).

#### يقظة التنفس (أناباناساتي)
يقظة التنفس (أناباناساتي)، هي ممارسة بوذية تأملية أصيلة في التيرافادا والتيانتاي والتقاليد البوذية الصينية، وهي جزء من برامج يقظة كثيرة. في الأزمنة القديمة والحديثة، ما زالت الأناباناساتي أشيَع الطرق التأملية البوذية للتفكّر في الظاهرة الجسمية.
تركز سوتا الأناباناساتي على الوعي بالشهيق والزفير، وهو جزء من انتباه المرء إلى جسمه في سكون، وتوصي بممارسة تأمل الأناباناساتي كأداة للوصول إلى عوامل الاستنارة السبعة: اليقظة (ساتي)، والتحليل (داما فيكايا)، والاستمرارية (فيريا)، التي تقود إلى النشوة (بيتي) ثم إلى السكينة (باسادي)، ثمّ إلى التركيز (سامادي)، وأخيرًا إلى الرزانة (أوبيكا). في النهاية، فقد كان بوذا يعتقد أن ممارسة الأناباساتي مع تطور هذه العوامل معًا، تؤدي إلى التحرر (في البالي: فيموتي، في السنسكريتية: موكشا) من المعاناة (دوكا)، ويدرك المرء فيها النيرفانا.